# Храм Партасараті (Ченнаї)
Храм Партасараті — це індуїстський храм вайшнавітів VIII століття, присвячений Вішну, розташований у Ченнаї (Індія). Храм згадується в Дів'я-прабандха, ранньосередньовічному зразку тамільської літератури. Назва "Партасараті" тамільською мовою означає "колісниця Арджуни", маючи на увазі роль Крішни як колісниці Арджуни в епічній "Магабараті".
Він був побудований Паллавами, королем Нарасімхаварманом I, у VIII столітті. У храмі є ікони п’яти форм Вішну: Нарасімги, Рами, Гаджендри Варадараджи, Ранганатхи та Крішни. Храм є однією з найстаріших споруд Ченнаї. Храм слідує традиціям Вайханаса і Тхенкалаі (шрі-вайшнавізму). Є окремі входи до храмів Крішни та Нарасимхи. Ґопурами (вежі) та мандапи (стовпи) прикрашені витонченою різьбою є стандартною рисою архітектури південноіндійських храмів.

## Легенда
Згідно з Махабгаратою, Вішну, в його аватарі Крішни виконував обов'язки візника Арджуни, принца Пандави під час війни з Кауравами. Під час війни Крішна не брався до зброї. Під час сутички між Арджуною та Бхішмою Крішна був поранений стрілою Бхішми. Вважається, що зображення в храмі відповідають легенді. Місце називається Алікені, тобто ставок з ліліями, оскільки вважається, що історично місце було повне ставків з ліліями. Згідно з іншою легендою, це місце колись було лісом туласі.

## Історія

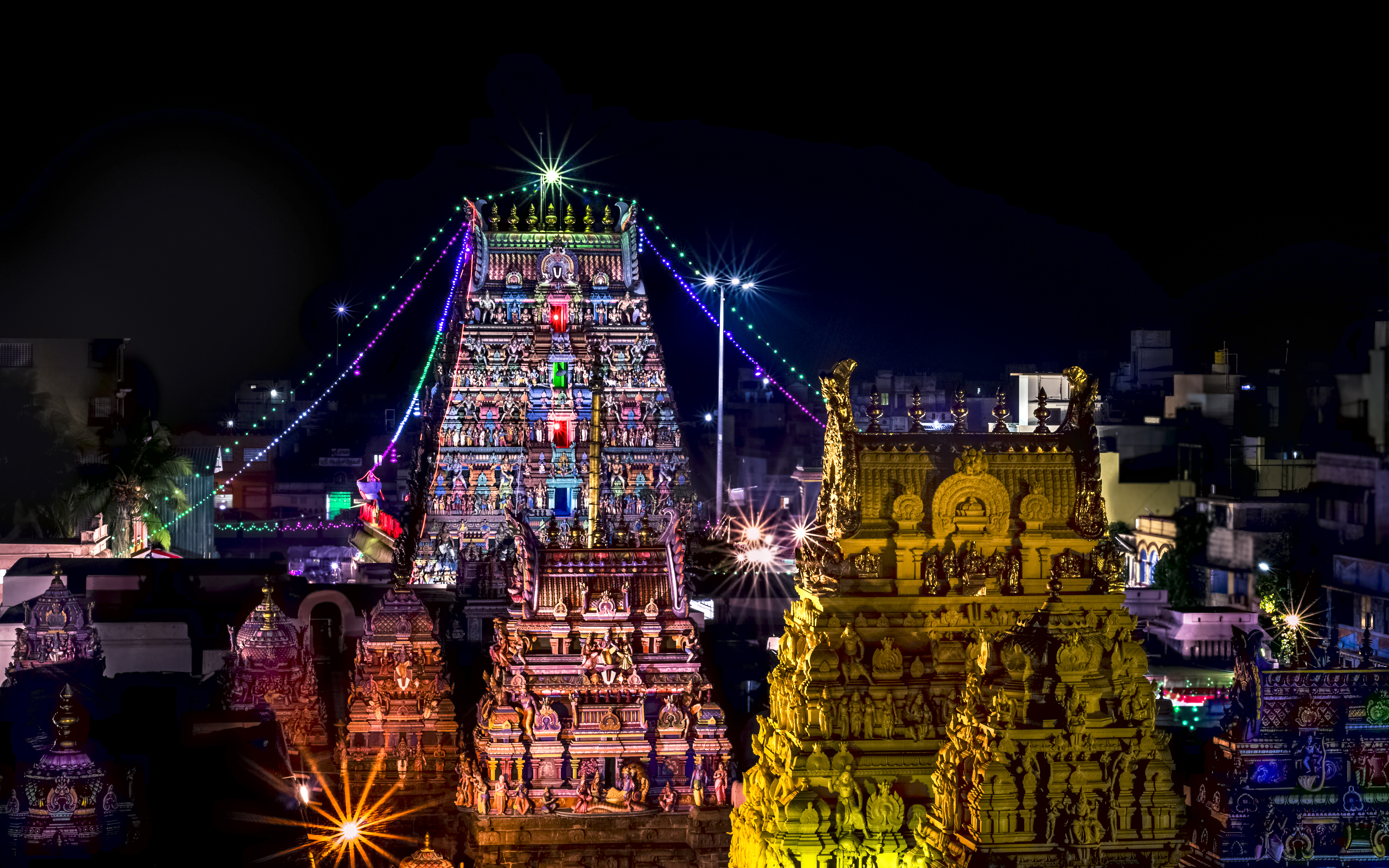
Храм Партасараті під час фестивалю Шрі Вайкунда Екаадасі.

Храм був побудований Паллавами у 8 столітті, згодом розширений династією Чола, а пізніше королями Віджаянагари в 15 столітті. У храмі є кілька написів, що датуються VIII століттям тамільською мовою та телугу ймовірно, періодом Дантівармана. Тірумангай Алвар, альвар IX століття також приписує будівництво храму Паллавам. З внутрішніх вказівок у храмі видно, що він був відновлений протягом 1564 р. н. е., коли були побудовані нові вівтарі. У храмі також є написи, що згадують короля Паллави, Нандівармана ІІ, з 8 століття.
Храм зазнав значного розширення під час правління королів Віджаянагара, таких як Садасіва Рая, Шріранга Рая та Венкатапаті Рая II (16 століття). Було додано багато вівтарів і стовпових павільйонів (мандапи), як-от Мандапа Тіруваймоджі.
Деякий час храмом керувала Ост-Індійська компанія.
Це одна з небагатьох святинь в Індії, присвячена Крішні як Партасараті, колісниці Арджуни, і містить ідолів трьох аватарів Вішну: Нарасімги, Рами та Крішни. Незвичним є іконографічне поєднання, знайдене у святині. Тут Крішна стоїть з Рукміні, старшим братом Баларамою, сином Прадюмною, онуком Аніруддхою і Сатьякі. Через зв’язок храму з Крішною храм стали вважати Південною Вріндаваною.
Храм містить окремий вівтар Андала, одного з 12 альварів.
Храм мав внутрішній конфлікт з 1750-х років до кінця століття між двома підгрупами вайшнавізму, а саме Тенкалаями і Вадагалаями. Кожна з підгруп наполягала на праві читання власної версії віршів у храмі. Правлячий британський уряд отримав петицію щодо вирішення релігійної суперечки. Англійські записи згадують петицію у 1754 році, подану місцевими жителями та купцями, які прагнули вирішити конфлікт. Вони запропонували брахманам Тенкалая читати свій Шрісайлесадайаптрам біля вівтаря Партасараті, тоді як брахмани Вадакалаї могли читати свої Рамануджадаяпатрам біля вівтаря Телінга Сінгар.  
У 1780 році брахмани Тенкалая подали додаткові клопотання стверджуючи, що з моменту побудови храму декламації робили лише вони, а отже саме вони повинні продовжувати традицію. Хоча обидві підгрупи заявляли, що саме їхня практика повинна продовжуватися в храмі, англійські адміністратори в Індії вважали, що дотримання традицій було єдиним виходом для збереження спокою. Так, Тенкалаї отримали дозвіл для своїх декламацій. 
Субраман'я Бхараті, легендарного тамільського поета та активіста за незалежність, у храмі штовхнув слон, якого він регулярно годував. Хоча поет пережив цей інцидент, через кілька місяців стан його здоров'я погіршився, і він помер у 1921 році.
Свамі Вівекананда, індійський індуїстський чернець, був відданим Партасараті. В одному зі своїх листів до учня Аласінги у 1893 році він пише: "Поклоніться перед лордом Партасараті з Тіруваллікені, і дайте перед Ним зобов’язання великої жертви, одну з цілого життя для бідних, злидарів та пригноблених — до яких час від часу приходить лорд Партасараті і яких він любить понад усе". Цей лист відтворений на одній зі стін в храмовому коридорі.

## Зовнішні посилання
- Домашня сторінка храму [Архівовано 1 липня 2020 у Wayback Machine.]